# Панджшер (река)
Панджшер (Пять львов) — река Афганистана. Река Панджшер является одним из основных притоков реки Кабул, которая, в свою очередь, входит в бассейн реки Инд.
Длина — 228 км, по прямой — 183 км. Площадь водосбора — 14890 км². Высота истока — 4560 м, устья — 1000 м. Средний расход воды 110 м³/с.
Протекает в Панджшерском ущелье на северо-востоке Афганистана. Устье реки расположено в 120 км к северо-востоку от Кабула. Большую часть года представляет собой маленький водный поток, только летом разливается из-за таяния ледников. Используется для орошения.
Приток Панджшера — река Горбанд.